# Буданцев, Николай Иванович
Николай Иванович Буданцев (род. 14 августа 1935) — украинский советский деятель, бригадир слесарей-монтажников Черкасского специализированного управления № 30 «Промтехмонтаж-2» Черкасской области. 

## Биография
Образование среднее.
В 1955—1958 годах — служба в Советской армии.
В 1958—1961 годах — каменщик, слесарь, слесарь-монтажник ряда предприятий Кировоградской, Полтавской, Черкасской областей.
С 1961 года — бригадир слесарей-монтажников Черкасского специализированного управления № 30 «Промтехмонтаж-2» города Черкассы Черкасской области.
Член КПСС с 1976 года.
Депутат Верховного Совета СССР 11-го созыва. Делегат XXVI и XXVII съездов КПСС.
Потом — на пенсии в городе Черкассах.